# Hot Cross
Hot Cross was een Amerikaanse posthardcoreband afkomstig uit Philadelphia. De band werd gevormd door voormalige leden van Saetia (zanger Billy Werner en drummer Greg Drudy), Off Minor (bassist/gitarist Matt Smith), You and I (gitarist Casey Boland) en Neil Perry, The Now en Joshua Fit for Battle (bassist/gitarist Josh Jakubowski).
Op 7 juli 2007 heeft de band officieel aangekondigd op hun MySpace-pagina dat ze "voor onbepaalde tijd inactief" zouden zijn, waarmee de toenmalige tour die gaande was een stuk korten dan gepland werd en er een eind kwam aan de 7 jaar lange carrière van Hot Cross.

## Leden
- Billy Werner - zang
- Josh Jakubowski - gitaar, zang
- Casey Boland - gitaar, zang
- Matt Smith - basgitaar
- Greg Drudy - drums

## Discografie
Studioalbums
- Cryonics (2003)
- Risk Revival (2007)

Ep's
- A New Set of Lungs (2001)
- Fair Trades & Farewells (2004)
- Hot Cross Holy Shroud Split (2004)

Splitalbums
- Split met Light the Fuse and Run (nummers: "The Eye is a Tricky Machine" en "In Memory of Movern")
- Split met Lickgoldensky (nummers: "A Voice Turned Vacant" en "Patience and Prudence")
- Split met The Holy Shroud (nummer: "Tacoma")